# Saison 7 de La Voix
La saison 7 de La Voix est diffusée du 10 février 2019 au 5 mai 2019 sur TVA et est animée par Charles Lafortune. Les coachs de cette saison sont Alex Nevsky, Éric Lapointe, Lara Fabian et Marc Dupré, qui est de retour après un an d'absence et qui remplace Garou. 

## Nouveautés
Cette saison, le bouton "bloqué" fait son apparition. Chaque coach a devant lui, en plus de son fameux bouton rouge, trois petits boutons avec les noms de chacun des autres coachs. Si un coach désire vraiment avoir un candidat dans son équipe et qu'il ou elle pense que le candidat serait porté à aller vers un autre coach, il peut le ou la bloquer et ainsi empêcher le candidat de choisir le coach bloqué. Cependant, chaque coach ne pourra utiliser cette règle qu'une seule fois durant toute la période des auditions à l'aveugle. Il n'y a également plus de mentors lors de la période des duels. À la place, un "super coach" ayant officié comme coach de The Voice dans un autre pays viendra aider les coachs et leurs concurrents lors de la préparation de numéros dans les étapes subséquentes aux auditions à l'aveugle. Également, quatre personnalités agiront à titre de "membre honoraire" de chaque équipe, et ces membres honoraires viendront préparer un numéro avec leur équipe respective lors de la finale. Finalement, contrairement aux années précédentes, les coachs n'auront pas à écrire une chanson sur mesure pour leur finaliste respectif.

## Équipes
Légendes
- Éliminé lors des Duels
- Volé par un autre coach lors des duels
- Éliminé lors des chants de bataille
- Éliminé lors des directs
- Éliminé lors de la demi-finale
- 4e place
- 3e place
- 2e place
- Gagnant

| Coachs (membre honoraire)    | Artistes             | Artistes           | Artistes            | Artistes          | Artistes               | Artistes                | Artistes |
| ---------------------------- | -------------------- | ------------------ | ------------------- | ----------------- | ---------------------- | ----------------------- | -------- |
| Alex Nevsky                  |                      |                    |                     |                   |                        |                         |          |
| Vincent Chouinard            | Gabriel Cyr          | Jacob Guay         | Kelly-Ann Martin    | Briana Victoria   | Joel Brassard          | Andréanne Sabourin-Côté |          |
| Orlanda Gagnon               | Noémie Element       | Rosalie Roberge    | Emmanuelle Boucher  | Sarah May         | Gabriel Antoine Vallée | Tony Sky                |          |
| Éric Lapointe (Corey Hart)   |                      |                    |                     |                   |                        |                         |          |
| Colin Moore                  | Jacques Comeau       | Stephan Gagnon     | Tommy Charles       | Justin Lagacé     | Ariane Drapeau         | Laura Elena Gonzalez    |          |
| Alexandra Bourdages          | Émilie Brochu        | Allyson Daviau     | Véronique Duguay    | Gabriel Brossard  | Louise Lapointe        | NC                      |          |
| Lara Fabian (Michael Bolton) |                      |                    |                     |                   |                        |                         |          |
| Geneviève Jodoin             | Samantha Neves       | Frédérique Germain | Mory Hatem          | Marianne Mathieu  | Christian Marc Gendron | Tony Crow               |          |
| Cristine Toca                | Laura Elena Gonzalez | Sébastien Gravel   | Dahlia              | Éric Bernier      | NC                     | NC                      |          |
| Marc Dupré                   |                      |                    |                     |                   |                        |                         |          |
| Rafaëlle Roy                 | Rick Pagano          | Jordan Levesque    | Cristine Toca       | Ferline Regis     | Mélissa Ouimet         | Alexandra Chayer        |          |
| Émilie Brochu                | Kelly-Ann Martin     | Jacob Guay         | Alexandra Bourdages | Marc-André Dionne | Steven Abadi           | Dave Bourgeois          |          |

## Déroulement

### Les auditions à l'aveugle

#### Épisode 1
Performance de groupe (les 4 coachs et les 6 gagnants précédents de La Voix) : La danse du smatte - Daniel Lavoie
| Ordre | Participant (âge, ville)                 | Chanson                                          | Choix | Choix | Choix | Choix |
| Ordre | Participant (âge, ville)                 | Chanson                                          | Alex  | Éric  | Lara  | Marc  |
| ----- | ---------------------------------------- | ------------------------------------------------ | ----- | ----- | ----- | ----- |
| 1     | Samantha Neves (23 ans, Gatineau)        | Never Enough - The Greatest Showman              | ✔️    | ✔️    | ✔️    | ✔️    |
| 2     | Ariane Drapeau (20 ans, L'Anse-St-Jean)  | Va-t-en pas - Richard Desjardins                 | ✔️    | ✔️    | ✔️    | ✔️    |
| 3     | Tony Crow (20 ans, Boisbriand)           | Oh! Darling - The Beatles                        | ✔️    | ✔️    | ✔️    | ✔️    |
| 4     | Émilie Durand Grenier (26 ans, Montréal) | I Want You Back - Jackson 5                      | —     | —     | —     | —     |
| 5     | Briana Victoria (18 ans, Gatineau)       | The House of the Rising Sun - The Animals        | ✔️    | ✔️    | ✔️    | ✔️    |
| 6     | Jacob Guay (19 ans, Sainte-Julie)        | A Song For You - Donny Hathaway                  | —     | ✔️    | ✔️    | ✔️    |
| 7     | Mory Hatem (26 ans, Montréal)            | Que je t'aime - Johnny Hallyday                  | —     | —     | ✔️    | —     |
| 8     | Maxime Lavallée-Lang (25 ans, Longueuil) | Dédé - Les Colocs                                | —     | —     | —     | —     |
| 9     | Ferline Regis (43 ans, Ottawa, Ontario)  | I Know Where I've Been - Hairspray               | ✔️    | ✔️    | ✘     | ✔️    |
| 10    | Mélissa Martin (32 ans, Drummondville)   | Pour l'amour qu'il nous reste - Francine Raymond | —     | —     | —     | —     |
| 11    | Corey Hart                               | Everything In My Heart - Corey Hart              | ✔️    | ✔️    | ✔️    | ✔️    |

#### Épisode 2
| Ordre | Participant (âge, ville)                             | Chanson                                          | Choix | Choix | Choix | Choix |
| Ordre | Participant (âge, ville)                             | Chanson                                          | Alex  | Éric  | Lara  | Marc  |
| ----- | ---------------------------------------------------- | ------------------------------------------------ | ----- | ----- | ----- | ----- |
| 1     | Jordan Levesque (25 ans, Baie-Comeau)                | Tennessee Whiskey - Chris Stapleton              | ✔️    | ✔️    | ✔️    | ✔️    |
| 2     | Christian Marc Gendron (42 ans, Saint-Jérôme)        | Je voudrais voir New York - Daniel Lavoie        | ✔️    | ✔️    | ✔️    | ✔️    |
| 3     | Josiane Comeau (17 ans, Dieppe, Nouveau-Brunswick)   | Si - Jean-Jacques Goldman                        | —     | —     | —     | —     |
| 4     | Jacques Comeau (41 ans, Dieppe, Nouveau-Brunswick)   | Anymore - Travis Tritt                           | —     | ✔️    | —     | ✔️    |
| 5     | Karine Boucher (30 ans, Saint-Raymond)               | O Mio Babbino Caro - Giaccomo Puccini            | —     | —     | —     | —     |
| 6     | Orlanda Gagnon (21 ans, Terrebonne)                  | You Take My Breath Away - Queen                  | ✔️    | ✔️    | —     | —     |
| 7     | Louise Lapointe (55 ans, Rawdon)                     | Save Me - Danielle Nicole                        | ✔️    | ✔️    | ✔️    | ✔️    |
| 8     | Sarah May (26 ans, Repentigny)                       | On s'est aimé à cause - Céline Dion              | ✔️    | —     | —     | —     |
| 9     | Gabry-Elle (26 ans, Québec)                          | Proud Mary - Tina Turner                         | —     | —     | —     | —     |
| 10    | Mélissa Ouimet (33 ans, Saint-Albert, Ontario)       | Like The Way I Do - Melissa Etheridge            | ✔️    | ✔️    | ✔️    | ✔️    |
| 11    | Antoine Lévesque (16 ans, Saint-Gabriel-de-Rimouski) | J'en ai plein mon cass - Émile Bilodeau          | —     | —     | —     | —     |
| 12    | Laura Elena Gonzalez (28 ans, Laval)                 | Think - Aretha Franklin                          | ✔️    | ✔️    | ✔️    | ✔️    |
| 13    | Colin Moore (39 ans, Montréal)                       | With a Little Help From My Friends - The Beatles | ✔️    | ✔️    | ✔️    | ✘     |

#### Épisode 3
| Ordre | Participant (âge, ville)                   | Chanson                                                         | Choix | Choix | Choix | Choix |
| Ordre | Participant (âge, ville)                   | Chanson                                                         | Alex  | Éric  | Lara  | Marc  |
| ----- | ------------------------------------------ | --------------------------------------------------------------- | ----- | ----- | ----- | ----- |
| 1     | Frédérique Germain (22 ans, Montréal)      | Sex Bomb - Tom Jones                                            | ✔️    | —     | ✔️    | ✔️    |
| 2     | Dave Bourgeois (42 ans, Mascouche)         | Workin' Man Blues - Merle Haggard                               | —     | ✔️    | —     | ✔️    |
| 3     | Nicolas Geoffroy-Brûlé (38 ans, Québec)    | Martin de la chasse-galerie - La Bottine Souriante              | —     | —     | —     | —     |
| 4     | Stephan Gagnon (28 ans, Laterrière)        | Punchline - Aidan Martin                                        | —     | ✔️    | —     | ✔️    |
| 5     | Dahlia (17 ans, Chicoutimi)                | Hymne à l'amour - Édith Piaf                                    | ✘     | —     | ✔️    | —     |
| 6     | Vincent Chouinard (22 ans, Québec)         | New York State of Mind - Billy Joel                             | ✔️    | ✔️    | ✔️    | ✔️    |
| 7     | Andréanne Sabourin-Côté (24 ans, Montréal) | La laideur - Safia Nolin                                        | ✔️    | —     | —     | —     |
| 8     | La Carotte Polaire (24 ans, Montréal)      | Les ferrofluides-fleurs - Klô Pelgag                            | —     | —     | —     | —     |
| 9     | Joel Brassard (20 ans, Saguenay)           | Across the Universe - The Beatles (version de Rufus Wainwright) | ✔️    | ✔️    | —     | ✔️    |
| 10    | Philippe Gagné (28 ans, Québec)            | Unaware - Allen Stone                                           | —     | —     | —     | —     |
| 11    | Allyson Daviau (18 ans, Lanoraie)          | Radioactive - Imagine Dragons                                   | —     | ✔️    | —     | —     |
| 12    | Gabriel Cyr (21 ans, Ottawa)               | Leonard Cohen - Bobby Bazini                                    | ✔️    | —     | —     | ✔️    |
| 13    | Marc-André Dionne (29 ans, Sorel-Tracy)    | What I've Done - Linkin Park                                    | ✔️    | —     | ✔️    | ✔️    |
| 14    | Marianne Mathieu (36 ans, Repentigny)      | Ain't No Mountain High Enough - Marvin Gaye                     | ✔️    | ✔️    | ✔️    | ✔️    |

#### Épisode 4
| Ordre | Participant (âge, ville)                       | Chanson                                     | Choix | Choix | Choix | Choix |
| Ordre | Participant (âge, ville)                       | Chanson                                     | Alex  | Éric  | Lara  | Marc  |
| ----- | ---------------------------------------------- | ------------------------------------------- | ----- | ----- | ----- | ----- |
| 1     | Geneviève Jodoin (40 ans, Isle-aux-Coudres)    | Hallelujah - Leonard Cohen                  | ✔️    | ✔️    | ✔️    | ✔️    |
| 2     | Justin Lagacé (19 ans, Gatineau)               | Country Girl (Shake It For Me) - Luke Bryan | —     | ✔️    | —     | —     |
| 3     | Cristine Toca (25 ans, Lachine)                | When We Were Young - Adele                  | —     | —     | ✔️    | ✔️    |
| 4     | Frédéric Thuot (29 ans, Montréal)              | J'te mentirais - Patrick Bruel              | —     | —     | —     | —     |
| 5     | Rafaëlle Roy (25 ans, Longueuil)               | Et je t'aime encore - Céline Dion           | ✔️    | ✔️    | ✔️    | ✔️    |
| 6     | Kelly-Ann Martin (20 ans, Repentigny)          | Feeling Good - Nina Simone                  | —     | ✔️    | —     | ✔️    |
| 7     | Rick Pagano (26 ans, Québec)                   | She Will Be Loved - Maroon 5                | —     | ✘     | —     | ✔️    |
| 8     | Pierre-Luc Larouche (19 ans, Saguenay)         | Chrystel - Philippe Brach                   | —     | —     | —     | —     |
| 9     | Steven Abadi (21 ans, Dollard-des-Ormeaux)     | My Way - Frank Sinatra                      | —     | —     | —     | ✔️    |
| 10    | Sarah Fortin (27 ans, Saint-Georges-de-Beauce) | L'inventaire de notre amour - Saule         | —     | —     | —     | —     |
| 11    | Noémie Element (21 ans, Rimouski)              | Shiver - Lucy Rose                          | ✔️    | ✔️    | —     | —     |
| 12    | Tommy Charles (23 ans, Beloeil)                | Goodbye Time - Blake Shelton                | —     | ✔️    | —     | —     |
| 13    | Melissa Roussin-Cedeno (17 ans, Montréal)      | La Vie en rose - Édith Piaf                 | —     | —     | —     | —     |
| 14    | Tony Sky (30 ans, Saint-Polycarpe)             | What's Golden - Jurassic 5                  | ✔️    | —     | —     | —     |
| 15    | Alexandra Bourdages (25 ans, Candiac)          | Tough Lover - Etta James                    | ✔️    | ✔️    | ✔️    | ✔️    |

#### Épisode 5
| Ordre | Participant (âge, ville)                            | Chanson                                                 | Choix | Choix | Choix | Choix |
| Ordre | Participant (âge, ville)                            | Chanson                                                 | Alex  | Éric  | Lara  | Marc  |
| ----- | --------------------------------------------------- | ------------------------------------------------------- | ----- | ----- | ----- | ----- |
| 1     | Émilie Brochu (21 ans, Trois-Rivières)              | Dirty Dirty - Charlotte Cardin                          | ✔️    | ✔️    | —     | —     |
| 2     | Rosalie Roberge (19 ans, Lévis)                     | Je veux tout - Ariane Moffatt                           | ✔️    | —     | —     | —     |
| 3     | Davide Bazzali (40 ans, Montréal)                   | Caruso - Lucio Dalla                                    | —     | —     | —     | —     |
| 4     | Sébastien Gravel (25 ans, Montréal)                 | Demain j'arrête - Ben l'Oncle Soul                      | ✔️    | —     | ✔️    | —     |
| 5     | Gabriel Brossard (18 ans, Sainte-Marthe-sur-le-Lac) | Faut que j'me pousse - Offenbach                        | —     | ✔️    | —     | —     |
| 6     | Steven Grondin (24 ans, Sainte-Clotilde-de-Beauce)  | La folie en quatre - Daniel Bélanger                    | —     | —     | —     | —     |
| 7     | Véronique Duguay (23 ans, Longueuil)                | What a Girl Wants - Christina Aguilera                  | ✔️    | ✔️    | ✔️    | ✔️    |
| 8     | Éric Bernier (38 ans, Contrecœur)                   | Pourquoi tu veux - Dan Bigras                           | —     | NC    | ✔️    | —     |
| 9     | Taïbï Yüsha (27 ans, Deux-Montagnes)                | Aimes-tu la vie comme moi - Boule noire                 | —     | NC    | NC    | —     |
| 10    | Gabriel Antoine Vallée (26 ans, Lévis)              | Change the World - Eric Clapton                         | ✔️    | NC    | NC    | —     |
| 11    | Benoît Ouellet (31 ans, Rivière-du-Loup)            | Repartir à zéro - Joe Bocan                             | —     | NC    | NC    | —     |
| 12    | Alexandra Chayer (26 ans, Jonquière)                | Tu m'envoles - Natasha St-Pier                          | ✔️    | NC    | NC    | ✔️    |
| 13    | Nicolas Dulude (25 ans, Boucherville)               | Le temps des fleurs - Dalida                            | —     | NC    | NC    | NC    |
| 14    | Emmanuelle Boucher (26 ans, Montréal)               | Ce soir on danse à Naziland - Starmania/Nanette Workman | ✔️    | NC    | NC    | NC    |

### Les duels

#### Épisode 6
Le participant est sauf
 Le participant est éliminé
 Le participant perd son duel, mais est volé par un autre coach
| Ordre | Coach | Artistes                | Artistes               | Chanson                                                                         | Vols | Vols | Vols | Vols |
| Ordre | Coach | Artistes                | Artistes               | Chanson                                                                         | Alex | Éric | Lara | Marc |
| ----- | ----- | ----------------------- | ---------------------- | ------------------------------------------------------------------------------- | ---- | ---- | ---- | ---- |
| 1     | Lara  | Christian Marc Gendron  | Éric Bernier           | L'Envie d'aimer - Daniel Lévi                                                   | —    | —    | NC   | —    |
| 2     | Marc  | Jordan Levesque         | Alexandra Bourdages    | Don't You Wanna Stay - Kelly Clarkson                                           | —    | ✔️   | —    | NC   |
| 3     | Alex  | Briana Victoria         | Tony Sky               | Bird Set Free / Vivre et laisser vivre - Sia / Manu Militari                    | NC   | —    | —    | —    |
| 4     | Éric  | Stephan Gagnon          | Émilie Brochu          | Up Where We Belong - Joe Cocker                                                 | —    | NC   | —    | ✔️   |
| 5     | Alex  | Andréanne Sabourin-Côté | Gabriel Antoine Vallée | Entre l'ombre et la lumière - Marie Carmen                                      | NC   | —    | —    | —    |
| 6     | Marc  | Alexandra Chayer        | Dave Bourgeois         | Qu'est-ce que ça peut ben faire - Jean-Pierre Ferland (version d'Éric Lapointe) | —    | —    | —    | NC   |
| 7     | Lara  | Mory Hatem              | Dahlia                 | The Prayer - Andrea Bocelli et Céline Dion                                      | —    | —    | NC   | —    |
| 8     | Éric  | Justin Lagacé*          | NC                     | Save a Horse (Ride a Cowboy) - Big & Rich                                       | NC   | NC   | NC   | NC   |

*Justin Lagacé était opposé en duel au candidat de l'équipe d'Éric Lapointe que la production a décidé de retirer de l'émission. Ainsi, Justin Lagacé a chanté la chanson du duel en solo et a donc gagné par défaut. 

#### Épisode 7
Durant l'épisode, il a été révélé que Michael Bolton deviendrait le membre honoraire de l'équipe de Lara Fabian.
 Le participant est sauf
 Le participant est éliminé
 Le participant perd son duel, mais est volé par un autre coach
| Ordre | Coach | Artistes          | Artistes             | Chanson                                                  | Vols | Vols | Vols | Vols |
| Ordre | Coach | Artistes          | Artistes             | Chanson                                                  | Alex | Éric | Lara | Marc |
| ----- | ----- | ----------------- | -------------------- | -------------------------------------------------------- | ---- | ---- | ---- | ---- |
| 1     | Éric  | Colin Moore       | Louise Lapointe      | Don't Let the Sun Go Down on Me - Elton John             | —    | NC   | —    | —    |
| 2     | Lara  | Tony Crow         | Laura Elena Gonzalez | Naufrage - Dan Bigras                                    | —    | ✔️   | NC   | —    |
| 3     | Alex  | Gabriel Cyr       | Sarah May            | With You - Tyler Shaw                                    | NC   | NC   | —    | —    |
| 4     | Marc  | Ferline Regis     | Steven Abadi         | Si Dieu existe - Claude Dubois                           | —    | NC   | —    | NC   |
| 5     | Alex  | Vincent Chouinard | Emmanuelle Boucher   | Your Song - Elton John                                   | NC   | NC   | —    | —    |
| 6     | Marc  | Mélissa Ouimet    | Marc-André Dionne    | Natural - Imagine Dragons                                | —    | NC   | —    | NC   |
| 7     | Éric  | Ariane Drapeau    | Gabriel Brossard     | Tu vas me détruire - Notre-Dame-de-Paris/Daniel Lavoie   | —    | NC   | —    | —    |
| 8     | Lara  | Marianne Mathieu* | Geneviève Jodoin*    | Un peu plus haut, un peu plus loin - Jean-Pierre Ferland | NC   | NC   | NC   | NC   |

*Étant incapable de faire un choix entre ses deux candidates, Lara Fabian a abandonné son privilège de vol afin de pouvoir les sauver toutes les deux.

#### Épisode 8
Le participant est sauf
 Le participant est éliminé
 Le participant perd son duel, mais est volé par un autre coach
| Ordre | Coach | Artistes           | Artistes         | Chanson                                                             | Vols | Vols | Vols | Vols |
| Ordre | Coach | Artistes           | Artistes         | Chanson                                                             | Alex | Éric | Lara | Marc |
| ----- | ----- | ------------------ | ---------------- | ------------------------------------------------------------------- | ---- | ---- | ---- | ---- |
| 1     | Marc  | Rafaëlle Roy       | Jacob Guay       | Us - James Bay                                                      | ✔️   | NC   | NC   | NC   |
| 2     | Éric  | Tommy Charles      | Véronique Duguay | More Than Words - Extreme                                           | —    | NC   | NC   | —    |
| 3     | Lara  | Samantha Neves     | Cristine Toca    | Flames - David Guetta et Sia                                        | —    | NC   | NC   | ✔️   |
| 4     | Alex  | Joel Brassard      | Rosalie Roberge  | Dis tout sans rien dire - Daniel Bélanger                           | NC   | NC   | NC   | NC   |
| 5     | Lara  | Frédérique Germain | Sébastien Gravel | La liste - Rose                                                     | —    | NC   | NC   | NC   |
| 6     | Alex  | Orlanda Gagnon     | Noémie Element   | Pour que tu m'aimes encore - Céline Dion (version des Sœurs Boulay) | NC   | NC   | NC   | NC   |
| 7     | Éric  | Jacques Comeau     | Allyson Daviau   | L'Encre de tes yeux - Francis Cabrel                                | —    | NC   | NC   | NC   |
| 8     | Marc  | Rick Pagano        | Kelly-Ann Martin | Sign of the Times - Harry Styles                                    | ✔️   | NC   | NC   | NC   |

### Les chants de bataille

#### Épisode 9
Le participant est sauvé
 Le participant est éliminé
Après les Duels, chaque équipe compte 8 candidats. Le coach en choisit 5, qui vont directement aux Directs, en mettant les 3 autres en danger. Chaque candidat chante sa chanson (qu'il a lui-même choisie), et le coach ne peut en garder qu'un seul, qui prendra la sixième et dernière place de l'équipe pour les directs. 
Julien Clerc agit comme nouveau supercoach cette saison. Il assistera les coachs lors de la préparation des performances des candidats.
| Ordre | Coach         | Participant(e)          | Chanson                               |
| ----- | ------------- | ----------------------- | ------------------------------------- |
| 1     | Marc Dupré    | Alexandra Chayer        | You Say - Lauren Daigle               |
| 2     | Marc Dupré    | Émilie Brochu           | Never Gone - Andee                    |
| 3     | Marc Dupré    | Cristine Toca           | Pillowtalk - Zayn                     |
| 4     | Éric Lapointe | Tommy Charles           | Cap enragé - Zachary Richard          |
| 5     | Éric Lapointe | Alexandra Bourdages     | Ayoye - Offenbach                     |
| 6     | Éric Lapointe | Laura Elena Gonzalez    | Midnight - Jessie Ware                |
| 7     | Alex Nevsky   | Gabriel Cyr             | Crier tout bas - Cœur de pirate       |
| 8     | Alex Nevsky   | Andréanne Sabourin-Côté | Comme des rames - Klô Pelgag          |
| 9     | Alex Nevsky   | Orlanda Gagnon          | Never Can Say Goodbye - Gloria Gaynor |
| 10    | Lara Fabian*  | Frédérique Germain      | I'd Rather Go Blind - Etta James      |
| 11    | Lara Fabian*  | Tony Crow               | L'Escalier - Paul Piché               |

*Le candidat retiré de l'émission pour des raisons judiciaires avait été volé par Lara Fabian lors des duels, mais a été éliminé lors des chants de bataille. Toutes ses prestations ayant été coupées au montage, Lara Fabian n'a donc envoyé que deux candidats de son équipe aux chants de bataille.

### Les Directs
À partir de maintenant, les 4 derniers épisodes sont diffusés en direct.
 Le participant est sauvé
 Le participant est éliminé

#### Épisode 10
Patrick Bruel a chanté avec les douze candidats, au début de l'épisode.
| Ordre | Coach         | Participant(e)         | Chanson                                                        | Points (coach) | Points (public) | Points (total) |
| ----- | ------------- | ---------------------- | -------------------------------------------------------------- | -------------- | --------------- | -------------- |
| 1     | Lara Fabian   | Marianne Mathieu       | J'ai quitté mon île - Daniel Lavoie                            | 28             | 15              | 43             |
| 2     | Lara Fabian   | Samantha Neves         | La Quête / The Impossible Dream - Jacques Brel / Frank Sinatra | 40             | 45              | 85             |
| 3     | Lara Fabian   | Christian Marc Gendron | I'm Still Standing - Elton John                                | 32             | 40              | 72             |
| 4     | Éric Lapointe | Jacques Comeau         | Always on My Mind - Willie Nelson                              | 35             | 83              | 118            |
| 5     | Éric Lapointe | Justin Lagacé          | Mauvais caractère - Les Colocs                                 | 32             | 10              | 42             |
| 6     | Éric Lapointe | Ariane Drapeau         | Quand on n'a que l'amour - Jacques Brel                        | 33             | 7               | 40             |
| 7     | Marc Dupré    | Ferline Regis          | J'ai besoin d'un ami - Ginette Reno                            | 30             | 14              | 44             |
| 8     | Marc Dupré    | Mélissa Ouimet         | The Story - Brandi Carlile                                     | 30             | 29              | 59             |
| 9     | Marc Dupré    | Rafaëlle Roy           | Praying - Kesha                                                | 40             | 57              | 97             |
| 10    | Alex Nevsky   | Briana Victoria        | Million Reasons - Lady Gaga                                    | 32             | 23              | 55             |
| 11    | Alex Nevsky   | Joel Brassard          | Les moulins de mon cœur - Michel Legrand                       | 32             | 7               | 39             |
| 12    | Alex Nevsky   | Vincent Chouinard      | Tu m'aimes-tu - Richard Desjardins                             | 36             | 70              | 106            |

#### Épisode 11
Gowan et le groupe Styx ont chanté avec les douze candidats, au début de l'épisode.
| Ordre | Coach         | Participant(e)     | Chanson                                                   | Points (coach) | Points (public) | Points (total) |
| ----- | ------------- | ------------------ | --------------------------------------------------------- | -------------- | --------------- | -------------- |
| 1     | Éric Lapointe | Stephan Gagnon     | Everybody Knows - Leonard Cohen                           | 35             | 20              | 55             |
| 2     | Éric Lapointe | Colin Moore        | Je vais t'aimer - Michel Sardou                           | 33             | 44              | 77             |
| 3     | Éric Lapointe | Tommy Charles      | Can't Help Falling in Love - Elvis Presley                | 32             | 36              | 68             |
| 4     | Marc Dupré    | Cristine Toca      | Necessary Evil - Nikki Yanofsky                           | 30             | 10              | 40             |
| 5     | Marc Dupré    | Jordan Levesque    | What Hurts the Most - Rascal Flatts                       | 32             | 25              | 57             |
| 6     | Marc Dupré    | Rick Pagano        | Somewhere Only We Know - Keane                            | 38             | 65              | 103            |
| 7     | Alex Nevsky   | Jacob Guay         | You Are the Reason - Calum Scott                          | 30             | 24              | 54             |
| 8     | Alex Nevsky   | Kelly-Ann Martin   | Si j'étais un homme - Diane Tell                          | 32             | 33              | 65             |
| 9     | Alex Nevsky   | Gabriel Cyr        | Let It Go - James Bay                                     | 38             | 43              | 81             |
| 10    | Lara Fabian   | Frédérique Germain | La Bohème - Charles Aznavour                              | 30             | 5               | 35             |
| 11    | Lara Fabian   | Mory Hatem         | SOS d'un terrien en détresse - Daniel Balavoine/Starmania | 35             | 31              | 66             |
| 12    | Lara Fabian   | Geneviève Jodoin   | Hello - Adele                                             | 35             | 64              | 99             |

### Demi-finale
Numéro d'ouverture:
1. Pierre Lapointe avec Alex Nevsky et son équipe - La forêt des mal-aimés
2. Isabelle Boulay avec Marc Dupré et son équipe - Monopolis
3. Garou avec Éric Lapointe et son équipe - Belle
4. Jean-Pierre Ferland avec Lara Fabian et les huit demi-finalistes - Le show-business

| Ordre | Coach         | Participant(e)    | Chanson                                    | Points (public) |
| ----- | ------------- | ----------------- | ------------------------------------------ | --------------- |
| 1     | Marc Dupré    | Rick Pagano       | Rêver mieux - Daniel Bélanger              | 40              |
| 2     | Marc Dupré    | Rafaëlle Roy      | Faufile - Charlotte Cardin                 | 60              |
| 3     | Alex Nevsky   | Gabriel Cyr       | Oublie pas - Karkwa                        | 20              |
| 4     | Alex Nevsky   | Vincent Chouinard | Une chance qu'on s'a - Jean-Pierre Ferland | 80              |
| 5     | Lara Fabian   | Samantha Neves    | Vole - Céline Dion                         | 31              |
| 6     | Lara Fabian   | Geneviève Jodoin  | Ne me quitte pas - Jacques Brel            | 69              |
| 7     | Éric Lapointe | Jacques Comeau    | L'essentiel - Ginette Reno                 | 28              |
| 8     | Éric Lapointe | Colin Moore       | Tue-moi - Dan Bigras                       | 72              |

### Finale
| Coach         | Participant(e)    | Pourcentages des votes | Chanson                                         |
| ------------- | ----------------- | ---------------------- | ----------------------------------------------- |
| Éric Lapointe | Colin Moore       | 28                     | Crazy - Aerosmith                               |
| Marc Dupré    | Rafaëlle Roy      | 19                     | Golden Slumbers/Carry That Weight - The Beatles |
| Alex Nevsky   | Vincent Chouinard | 6                      | I Can't Make You Love Me - Bon Iver             |
| Lara Fabian   | Geneviève Jodoin  | 47                     | Pendant que - Gilles Vigneault                  |